# SOB ABe 4/4 71
Der elektrische Triebwagen ABe 4/4 71 Einsiedeln der Schweizerischen Südostbahn (SOB) gilt als Prototyp der Schweizerischen Hochleistungstriebwagen vom Typ BDe 4/4 die in vielen Punkten baugleichen mit den RBe 4/4 der Schweizerischen Bundesbahnen (SBB) sind. Beide Triebwagentypen haben jahrzehntelang den Schweizerischen Reisezugverkehr prägten. Der Triebwagen ist 1979 zum BDe 4/4 umgebaut worden und ist als betriebsfähiges Museumsbahnfahrzeug erhalten geblieben.

## Geschichte

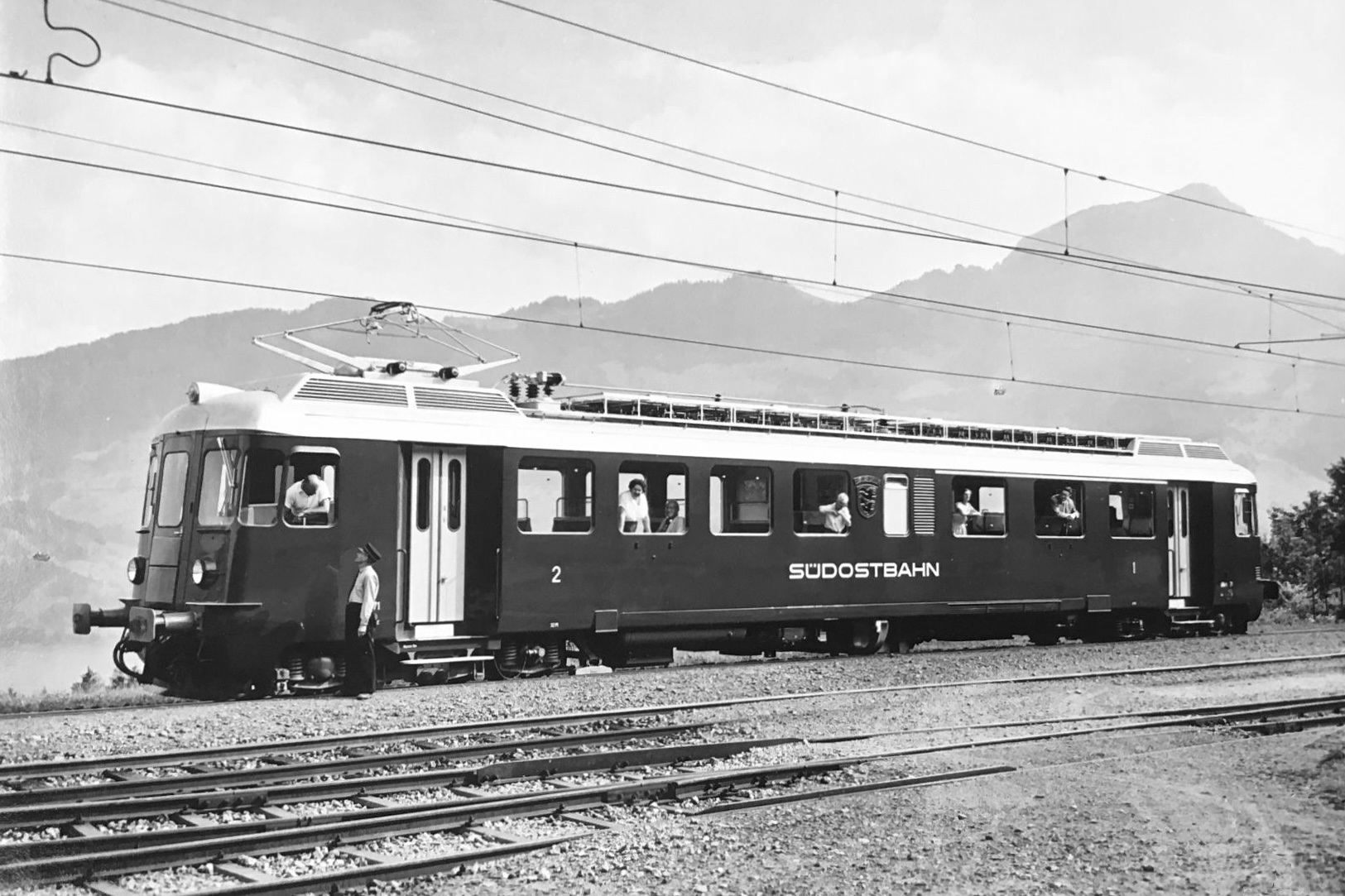
SOB ABe 4/4 71 1959 im Ablieferungszustand

Vorbild waren die Triebwagen Be 4/4 761 und 762, die 1953 an die damalige Bern–Neuenburg-Bahn (BN) mit einer Stundenleistung von 2000 PS geliefert wurden, von denen einer der beiden 1954 zur Fahrzeugevaluation für Test- und Vorführfahrten auf dem Netz der Südostbahn eingesetzt wurde. Diese wiederum waren eine Weiterentwicklung des BDe 4/4 62 Zwick der Schweizerischen Südostbahn mit einer Stundenleistung von 1600 PS aus dem Jahre 1949.
Der 1954 bestellte und 1959 mit dem Wappen von Einsiedeln von der Südostbahn in Betrieb gesetzte Triebwagen war anfänglich grün später grün/crème gestrichen. Mit der Ablieferung des Triebwagens setzten während langer Zeit, aber nicht immer, rote Schienenräumer den für diese Eisenbahngesellschaft typischen Farbakzent.
1979 wurde beim Triebwagen das 1. Klass Anteil in ein 15 m² grosses Gepäckabteil umgebaut. Dies nach dem die Nachlieferung der Südostbahn BDe 4/4 83 bis 87 erfolgreich abgeschlossen war. Dazu musste der Wagenkasten infolge der geänderten Statik partiell verstärkt werden. Nun entsprach der zum BDe 4/4 80 umbezeichnet Triebwagen, abgesehen von der installierten Leistung den nur kurze Zeit später an die Südostbahn gelieferten Hochleistungstriebwagen BDe 4/4 81 Wädenswil und BDe 4/4 82 Rapperswil.
Im Rahmen der Fusion der Südostbahn mit der Bodensee-Toggenburg-Bahn (BT), unter Beibehaltung des Begriffes Südostbahn, wurde der Triebwagen zum BDe 576 048 umbezeichnet. Infolge der kontinuierlichen Auslieferung der Triebzüge der Baureihe RABe 526 FLIRT der Südostbahn wurde der Triebwagen überzählig und gelangte im Jahre 2008 erst zum Verein Pendelzug Mirage, dann 2010 an den Verein Depot und Schienenfahrzeuge Koblenz (DSF), damals noch als Draisinensammlung Fricktal (DSF) bezeichnet, die 2011 das Wappen von Einsiedeln gegen ein Wappen von Koblenz austauschten. 2013 setzte der Verein Depot und Schienenfahrzeuge Koblenz den Triebwagen, mit einem Neuanstrich inklusive des Merkmals der roten Schienenräumer und des Aufsetzens eines Scherenstromabnehmers statt eines Einholmstromabnehmers, wieder in den grün/crème-farbigen Originalzustand als BDe 4/4 80 zurück.

## Anstrich
- Kasten: Chromoxidgrün RAL 6020, Elfenbeinweiss RAL 1014
- Schienenräumer: Signalrot RAL 3001
- Dach: Anthrazitgrau Glimmer matt RAL 7016
- Drehgestell: Schwarzgrau RAL 7021

Die Schweizerischen Bundesbahnen (SBB) wie auch die Schweizerischen Privatbahnen orientierten sich bezüglich der Farbbeschreibung lange Zeit an Farbmustern und nicht an RAL-Farben. Die hier beschriebene Farbgebung ist deshalb nur eine Annäherung an die ursprüngliche Farbgebung auf Grundlage der RAL-Farben.